# Daltjärnen (Jörns socken, Västerbotten)
Daltjärnen är en sjö i Skellefteå kommun i Västerbotten och ingår i Kågeälvens huvudavrinningsområde.